# Mr. Magoo (serie animata)
Mr. Magoo è una serie animata francese prodotta da Xilam, basata sull'omonimo personaggio creato da John Hubley. È stata trasmessa per la prima volta in Portogallo su SIC K dal 7 dicembre 2018 con la prima stagione che contiene 78 episodi da 7 minuti.
In Italia la 1ª e la 2ª puntata vengono trasmesse in anteprima il 21 gennaio 2019 su K2, mentre la trasmissione regolare della serie è durata dal 4 febbraio fino al 3 luglio dello stesso anno con 26 episodi della durata di 7 minuti ciascuno; successivamente, viene trasmessa su DeA Kids dal 26 agosto, con la prima TV dall'episodio 27. In Francia è andata in onda dal 4 maggio 2019 su France 4.

## Trama
La serie narra le avventure di Magoo, un ricco pensionato, calvo e brontolone, ma sempre pronto ad aiutare il prossimo. Il guaio è che il suddetto non si rende conto di essere molto miope, e per questo continua a combinare numerosi pasticci, insieme al suo animale domestico Mr. Gatto. I due si cacceranno in una serie di pericoli e disavventure durante le quali contribuiranno involontariamente a sventare i piani di Fizz, un criceto megalomane determinato a rivelare la sua genialità al mondo, e del suo maldestro aiutante Faina.

## Episodi
| Stagione         | Episodi | Prima TV Francia | Prima TV Italia |
| ---------------- | ------- | ---------------- | --------------- |
| Prima stagione   | 78      | 2019             | 2019            |
| Seconda stagione | 69      | 2022             | 2022            |

## Personaggi
- Quincy Magoo è un ricco e simpatico pensionato, basso, calvo e molto miope, caratteristica alla base degli eventi che lo vedono protagonista, in genere senza che si renda mai conto dei pericoli che corre, dai quali scampa ogni volta incolume. Vive sempre le sue avventure con Mr. Gatto non rendendosi conto dei guai in cui si caccia. Doppiato in originale da Emmanuel Curtil e in italiano da Luca Dal Fabbro.
- Mr. Gatto (Monsieur Chat) è un cane, amico di Quincy Magoo, che accompagna e aiuta il suo padrone durante le loro rocambolesche vicende. Si arrabbia ogni volta che vede Fizz e Faina. Doppiato in originale da Jérémy Prevost.
- Fizz è un criceto malefico che ambisce alla conquista del mondo. Viene aiutato da Faina nel realizzare i suoi piani diabolici. Si ritrova spesso contro Quincy Magoo e Mr. Gatto, finendo sempre rocambolescamente sconfitto senza che Magoo se ne accorga nemmeno. Doppiato in originale da Féodor Atkine e in italiano da Alessandro Quarta.
- Faina (Weasel) è un uomo un po' tontolone amico di Fizz che aiuta nei suoi piani malefici. Doppiato in originale da Hervé Rey e in italiano da Emiliano Coltorti.

## Distribuzione internazionale

### Italia
La serie animata è andata in anteprima su K2 il 21 gennaio 2019 con la 1ª e la 2ª puntata mentre la trasmissione regolare è iniziata con la prima stagione il 4 febbraio 2019 fino al 3 luglio 2019. È stata poi ritrasmessa da DeaKids.

### Nel mondo
| Paese                                          | Canale                                             |
| ---------------------------------------------- | -------------------------------------------------- |
| Portogallo                                     | SIC K                                              |
| Belgio                                         | La Trois, Ketnet                                   |
| Italia                                         | K2, DeA Kids                                       |
| Canada                                         | Ici Radio-Canada Tèlè                              |
| Svizzera                                       | RTS Deux                                           |
| Regno Unito Irlanda                            | CITV, Nicktoons                                    |
| Argentina Cile Messico Brasile                 | Discovery Kids                                     |
| Spagna                                         | Clan                                               |
| Francia                                        | France 4, Boomerang, France 3                      |
| Turchia                                        | Boomerang                                          |
| Australia                                      | ABC Me                                             |
| Germania Svizzera Austria                      | Super RTL, Boomerang (st.1) Cartoon Network (st.2) |
| Grecia, Medio Oriente, Africa                  | Boomerang MENA Boomerang Africa                    |
| Pakistan                                       | Cartoon Network                                    |
| Sud-est asiatico                               | Cartoon Network                                    |
| Stati Uniti                                    | CBS All Access, Universal Kids                     |
| Paesi Bassi Polonia Rep. Ceca Ungheria Romania | Boomerang (st.1) Cartoon Network (st.2)            |
| Russia Bulgaria Croazia Serbia Slovenia        | Boomerang, Cartoon Network                         |
| India                                          | Sony Yay!                                          |